# Ceru-Băcăinți, Alba
Ceru-Băcăinți (în maghiară Bokajfelfalu sau Bokaj, în germană Bocksdorf) este satul de reședință al comunei cu același nume din județul Alba, Transilvania, România.
Locul este unic în România deoarece caselor și anexele sunt realizate exclusiv din piatră. Acest patrimoniu este pe cale să se piardă, datorită depopulării zonei și abandonării caselor, ce devin sursă de aprovizionare cu piatră pentru vânzare.

## Date economice
Centru de confecționare a obiectelor din lemn încrustat.

## Imagini

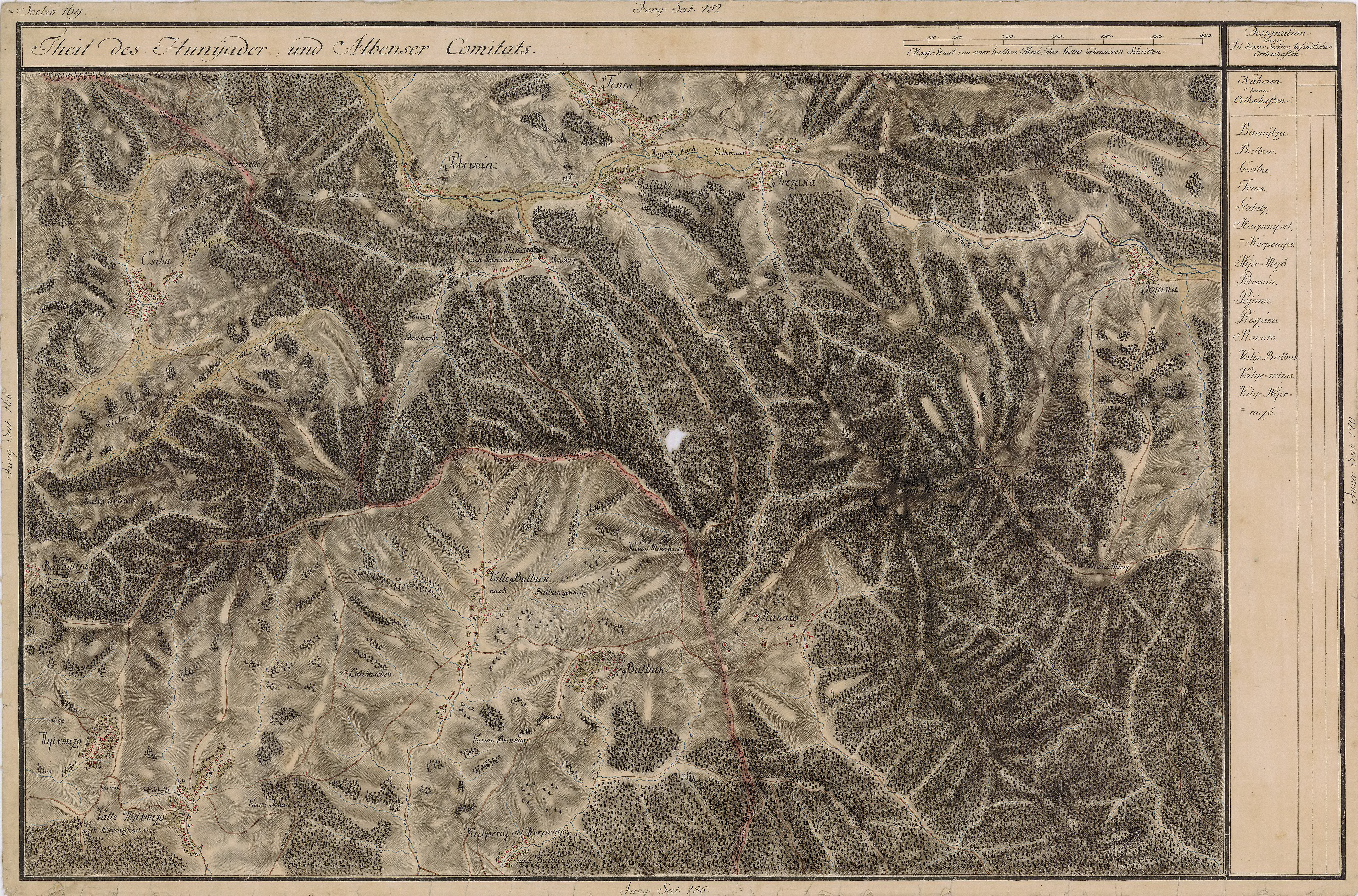
Ceru Băcăinți în Harta Iosefină a Transilvaniei, 1769-1773
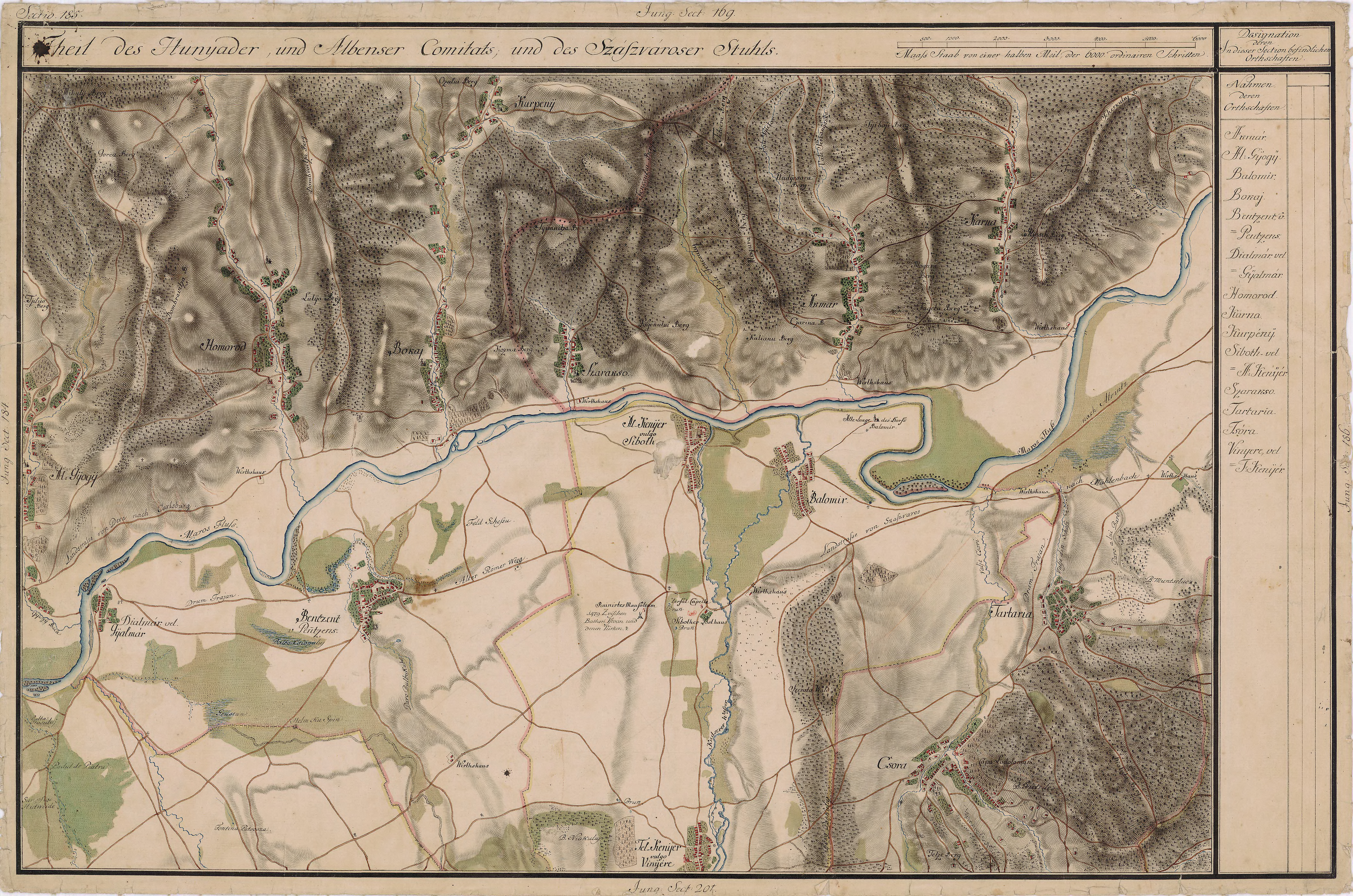
Ceru-Băcăinți în Harta Iosefină a Transilvaniei, 1769-1773